# Solomon Lefschetz
Solomón Léfschetz, nato Solomon Lefšec (in russo Соломо́н Ле́фшец?; Mosca, 3 settembre 1884 – Princeton, 5 ottobre 1972), è stato un matematico e ingegnere turco naturalizzato statunitense, che ha dato fondamentali contributi alla topologia algebrica, alle sue applicazioni alla geometria algebrica e alla teoria delle equazioni differenziali ordinarie non lineari.

## Biografia
Nacque il 3 settembre 1884 a Mosca da Alexander Lefschetz e da Vera, entrambi di cittadinanza turca e di religione ebraica. Alexander lavorava come importatore e viaggiava in tutta la Persia, così decise di dare una residenza fissa alla propria famiglia, scegliendo la 
Francia. 
La famiglia si stabilì a Parigi, dove crebbe assieme a cinque fratelli e una sorella e dove seguì le scuole elementari e superiori. Per questo motivo, la sua lingua madre fu il francese, di cui conservò l'accento per tutta la vita.
Nel 1902 a Parigi, Solomon Lefschetz si iscrisse alla facoltà di ingegneria, ma gli piaceva la matematica e seguì i corsi di Émile Picard e Paul Appell.
 
Nel 1905, a Parigi, all'età di 21 anni, si laureò, alla Grande école ed emigrò negli Stati Uniti dove iniziò a lavorare per la Baldwin Locomotive Works, vicino a Filadelfia.
Nel 1907 a Pittsburgh, Lefschetz, all'età di 23 anni, iniziò a lavorare come ingegnere alla Westinghouse Electrical and Manufacturing Company dove fu vittima di un grave incidente sul lavoro durante un test di materiali elettrici,  in cui perse entrambe le mani e gli avambracci.
Dopo l'incidente si dedicò alla matematica, e nel 1911 conseguì un Dottorato di ricerca (Ph.D., Doctor of Philosophy) in geometria algebrica presso l'Università Clark a Worcester (Massachusetts).
Il 17 giugno 1912 prese la cittadinanza americana.
Mentre frequentava il corso di laurea alla Clark University, Solomon incontrò una studentessa di matematica, Alice Berg Hayes, con cui si sposò il 3 luglio 1913 a North Brookfield, Massachusetts. Alice lo aiutò a superare il suo handicap e lo incoraggiò sempre nel suo lavoro. Alice ebbe sempre una grande influenza nel corso della vita di suo marito.
Divenne quindi professore presso l'Università del Nebraska.
Nel 1913 entrò all'Università del Kansas, dove fu promosso associato (Associate Professor) nel 1916, (Assistant Professor) nel 1919 e professore nel 1923.
Nell'applicare la topologia alla geometria algebrica, egli seguì il lavoro di Charles Picard. Dimostrò teoremi sulla topologia delle sezioni delle varietà algebriche sull'iperpiano, che fornirono strumenti induttivi basilari (queste ora sono viste come affini della teoria di Morse, sebbene un fascio di Lefschetz di sezioni di iperpiani sia un sistema più preciso della funzione di Morse, poiché gli iperpiani si intersecano tra loro). La formula di Picard-Lefshetz nella teoria dei cicli smorzati è uno strumento basilare relativo degenerazione di famiglie di varietà con perdita di topologia, alla monodromia.
Nel 1919 a Parigi, grazie a questi notevoli contributi, ricevette il premio Bordin dall'Accademia francese delle scienze.
Il suo libro L'analysis situs et la géométrie algébrique del 1924 (sebbene oscuro dal punto di vista dei fondamenti, a causa dello stato teorico della teoria dell'omologia), nel tempo ha influenzato le sorgenti delle congetture di Weil pubblicato nella settima edizione del Séminaire de Géométrie Algébrique du Bois Marie (SGA7) presso l'Institut des Hautes Études Scientifiques.
Nel 1924 fu insignito del Bôcher Memorial Prize per il suo lavoro nell'analisi matematica.
Lo stesso anno si trasferì a Princeton nel New Jersey, alla Princeton University, dove fu professore invitato (visiting professor) da Lutero Pfahler Eisenhart, preside della facoltà di matematica, nel 1924-1925, professore associato (associate professor) nel 1925-1927, professore (full professor) nel 1927-1933, ricercatore (fine research professor) dal 1933-1945 e direttore  (chairman) della facoltà di matematica dal 1945-53, emerito (emeritus) dopo il 1953.
Egli sviluppò il teorema del punto fisso di Lefschetz, che è un risultato basilare, in alcuni scritti tra il 1923 e il 1927, inizialmente per le Varietà. Più tardi, con il sorgere della teoria della coomologia negli anni 1930, egli contribuì con l'approccio del numero di intersezione (che è, in termini coomologici, la struttura ad anello) attraverso il prodotto a coppa e la dualità sulle varietà. Il suo lavoro sulla topologia fu aggiunto alla sua monografia topologia algebrica. Dal 1944 lavorò sulle equazioni differenziali
Durante la seconda guerra mondiale Lefschetz fu consulente per la Marina Militare degli Stati Uniti, presso il David Taylor Model Basin. Con il sostegno del Office of Naval Research (e contro i consigli di alcuni dei suoi colleghi che pensavano che il sostegno federale avrebbe messo in pericolo la libertà della scienza nel paese) organizzò nel 1946 un progetto sulle equazioni differenziali all'Università di Princeton, che divenne il principale centro di ricerca sulle equazioni differenziali ordinarie negli Stati Uniti.
Nel 1944, Lefschetz entrò nell'Istituto di matematica dell'Università Nazionale del Messico come professore a tempo parziale in visita fino al 1966. Nell'Istituto diresse seminari e tenne corsi assieme, tra gli altri, a José Adem.

Dal 1953 al 1966 trascorse l'inverno a Città del Messico.
Fu curatore degli Annals of Mathematics dal 1928 al 1958. Gli Annals sotto la direzione di Lefschetz divennero il più importante giornale di matematica al mondo e stimolarono in generale le scienze matematiche americane.
Lefschetz rientrò dalla pensione nel 1958 a causa del clima di urgenza e paura innescato dal lancio dello Sputnik  . Lo scopo del suo richiamo in servizio era il rafforzamento della componente matematica del Glenn L. Martin Company Research Institute for Advanced Study (RIAS) di Baltimora, nel Maryland. La sua squadra divenne il più numeroso gruppo mondiale di matematici impiegato nella ricerca sulle equazioni differenziali non lineari.. Il gruppo di matematici del RIAS stimolò l'approfondimento delle equazioni differenziali non lineari attraverso conferenze e pubblicazioni. Lasciò il RIAS nel 1964 per fondare il Lefschetz Center for Dynamical Systems alla Brown University di Providence, nel Rhode Island

## Pubblicazioni
1. (EN)  Two theorems on conies. (1912). Ann. Math. 14:47-50.
2. (EN)  On the V3 3 with five nodes of the second species in S4. (1912). Bull. Am. Math. Soc. 18:384-86.
3. (EN)  Double curves of surfaces projected from space of four dimensions. (1912). Bull. Am. Math. Soc. 19:70-74.
4. (EN)  On the existence of loci with given singularities. (1913). Trans. Am. Math. Soc. 14:23-41. (Doctoral dissertation, Clark University, 1911.)
5. (EN)  On some topological properties of plane curves and a theorem of Mobius. (1913).Am.J. Math 35:189-200.
6. (EN)  Geometry on ruled surfaces. (1914). Am.J. Math. 36:392-94.
7. (EN)  On cubic surfaces and their nodes. (1914). Kans. Univ. Sci. Bull. 9:69-78.
8. (EN)  The equation of Picard-Fuchs for an algebraic surface with arbitrary singularities. (1915). Bull. Am. Math. Soc. 21:227-32.
9. (EN)  Note on the ra-dimensional cycles of an algebraic n-dimensional variety. (1915). R. C. Mat. Palermo 40:38-43.
10. (EN)  The arithmetic genus of an algebraic manifold immersed in another. (1916). Ann. Math. 17:197-212.
11. (EN)  Direct proof of De Moivre's formula. (1916). Am. Math. Mon. 23:366-68.
12. (EN)  On the residues of double integrals belonging to an algebraic surface. (1916). Quart. J. Pure Appl. Math. 47:333-43.
13. (EN)  Note on a problem in the theory of algebraic manifolds. (1917). Kans. Univ. Sci. Bull. 10:3-9.
14. (EN)  Sur certains cycles a deux dimensions des surfaces algebriques. (1917). R. C. Accad. Lincei 26:228-34.
15. (EN)  Sur les integrates multiples des varieties algebriques. (1917). C. R. Acad. Sci. Paris 164:850-53.
16. (EN)  Sur les integrals doubles des varieties algebriques. (1917). Annali Mat. 26:227-60.
17. (EN)  Sur 1'analyse situs des varieties algebriques. (1919). C. R. Acad. Sci. Paris 168:672-74.
18. (EN)  Sur les varieties abeliennes. (1919). C. R. Acad. Sci. Paris 168:758-61.
19. (EN)  On the real folds of Abelian varieties. (1919). Proc. Natl. Acad. Sci. U.S.A. 5:103-6.
20. (EN)  Real hypersurfaces contained in Abelian varieties. (1919). Proc. Natl. Acad. Sci. U.S.A. 5:296-98.
21. (EN)  Algebraic surfaces, their cycles and integrals. (1920). Ann. Math. 21:225-28. (Correction, Ann. Math. 23:333.)
22. (FR)  Quelques remarques sur la multiplication complexe. (1921). Comptes Rendus du Congres International des Mathematiciens, Strasbourg, September 1920. Toulouse: E. Privat.
23. (FR)  Sur le theoreme d'existence des fonctions abeliennes. (1921). R. C. Accad. Lincei 30:48-50.
24. (EN)  On certain numerical invariants of algebraic varieties with application to Abelian varieties. (1921). Trans. Am. Math. Soc. 22:327-482.
25. (EN)  Continuous transformations of manifolds. (1923). Proc. Natl. Acad. Sci. U.S.A. 9:90-93.
26. (EN)  Progres recents dans la theorie des fonctions abeliennes. (1923). Bull. Sci. Math. 47:120-28.
27. (EN)  Sur les integrates de seconde espece des varieties algebriques. (1923). C. R. Acad. Sci. Paris 176:941-43.
28. (EN)  Report on curves traced on algebraic surfaces. (1923). Bull. Am. Math. Soc. 29:242-58.
29. (FR)  L'analysis situs et la geometrie algebrique. (1924). Collection de monographies publiee sous la direction de M. Emile Borel. Paris: Gauthier-Villars. (New edition, 1950.)
30. (FR)  Sur les integrals multiples des varieties algebriques. (1924). J. Math. Pure Appl. 3:319-43.
31. (EN)  Intersections of complexes on manifolds. (1925). Proc. Natl. Acad. Sen. U.S.A. 11:287-89.
32. (EN)  Continuous transformations of manifolds. (1925). Proc. Natl. Acad. Sci. U.S.A. 11:290-92.
33. (EN)  Intersections and transformations of complexes and manifolds. (1926). Trans. Am. Math. Soc. 28:1-49.
34. (EN)  Transformations of manifolds with a boundary. (1926). Proc. Natl. Acad. Sci. U.S.A. 12:737-39.
35. (FR)  Un theoreme sur les fonctions abelinnes. (1927). In Memorian N. I. Lobatschevskii, pp. 186–90. Kazan, USSR: Glavnauka.
36. (EN)  Manifolds with a boundary and their transformations. (1927). Trans. Am. Math. Soc. 29:429-62, 848.
37. (EN)  Correspondences between algebraic curves. (1927). Ann. Math. 28:342-54.
38. (EN)  The residual set of a complex on a manifold and related questions. (1927). Proc. Natl. Acad. Sci. U.S.A. 13:614-22, 805-7.
39. (EN)  On the functional independence of ratios of theta functions. (1927). Proc. Natl. Acad. Sci. U.S.A. 13:657-59.
40. (EN)  Transcendental theory; singular correspondences between algebraic curves; hyperelliptic surfaces and Abelian varieties. (1928). In Selected Topics in Algebraic Geometry, vol. 1, chapters 15-17, pp. 310–95. Report of the Committee on Rational Transformations of the National Research Council, Washington. NRC Bulletin no. 63. Washington, D.C.: National Academy of Sciences.
41. (EN)  A theorem on correspondence on algebraic curves. (1928). Am. J. Math. 50:159-66.
42. (EN)  Closed point sets on a manifold. (1928). Ann. Math. 29:232-54.
43. (FR)  Geometrie sur les surfaces et les varieties algebriques. (1929). Memorial des Sciences Mathematiques, Fasc. 40. Paris: Gauthier-Villars.
44. (EN)  Duality relations in topology. (1929). Proc. Natl. Acad. Sci. U.S.A. 15:367-69.
45. (EN)  Topology. (1930). Colloquium Publications, vol. 12. New York: American Mathematical Society.
46. (FR)  Les tranformations continues des ensembles fermes et leurs points fixes. (1930). C. R. Acad. Sci. Paris 190:99-100.
47. (EN)  (With W. W. Flexner.) On the duality theorems for the Betti numbers of topological manifolds. (1930). Proc. Natl. Acad. Sci. U.S.A. 16:530-33.
48. (EN)  On transformations of closed sets. (1930). Ann. Math. 31-271-80.
49. (EN)  On compact spaces. (1931). Ann. Math. 32:521-38.
50. (EN)  On certain properties of separable spaces. (1932). Proc. Natl. Acad. Sci. U.S.A. 18:202-3.
51. (EN)  On separable spaces. (1932). Ann. Math. 33:525-37.
52. (FR)  Invariance absolue et invariance relative en geometrie algebrique. (1932). Rec. Math. (Mat. Sbornik) 39:97-102.
53. (EN)  On singular chains and cycles. (1933). Bull. Am. Math. Soc. 39:124-29.
54. (EN)  (With J. H. C. Whitehead.) On analytical complexes. (1933). Trans. Am. Math. Soc. 35:510-17.
55. (EN)  On generalized manifolds. (1933). Am. J. Math. 55:469-504.
56. (EN)  Elementary One- and Two-Dimensional Topology. (1934). Princeton, N.J.: Princeton University. (Mimeograph.)
57. (EN)  On locally connected and related sets. (1934). Ann. Math. 35.118-29.
58. (EN)  Topology. (1935). Princeton, N.J.: Princeton University. (Mimeograph.) Algebraicheskaia geornetriia: metody, problemy, tendentsii. In Trudy Vtorogo Vsesoiuznogo Matematischeskogo S"ezda, Leningrad, 24-30 June 1934, vol. 1, pp. 337–49. Leningrad-Moscow.
59. (EN)  Chain-deformations in topology. (1935). Duke Math. J. 1:1-18.
60. (EN)  Application of chain-deformations to critical points and extremals. (1935). Proc. Natl. Acad. Sci. U.S.A. 21:220-22.
61. (EN)  A theorem on extremals. I, II. (1935). Proc. Natl. Acad. Sci. U.S.A. 21:272-74.
62. (EN)  On critical sets. (1935). Duke Math. J. 1:392-412.
63. (EN)  On locally-connected and related sets (second paper). (1936). Duke Math. J. 2:435-42.
64. (EN)  Locally connected sets and their applications. (1936). Rec. Math. (Mat. Sbornik) 1:715-17.
65. (FR)  Sur les transformations des complexes en spheres. (1936). Fund. Math. 27:94—115.
66. (RU)  Matematicheskaia deiatel'nost'v Prinstone. (1936). Usp. Mat. Nauk 1:271-73.
67. (EN)  Lectures on Algebraic Geometry. Part 1. (1936-37). Princeton, N.J.: Princeton University Press. (Planograph.)
68. (RU)  Algebraicheskaia geometriia. (1937). Usp. Mat. Nauk 3:63-77.
69. (EN)  The role of algebra in topology. (1937). Bull. Am. Math. Soc. 43:345-59.
70. (EN)  On the fixed point formula. (1937). Ann. Math. 38:819-22.
71. (EN)  Lectures on Algebraic Geometry. Part 2. (1937-38). Princeton, N.J.: Princeton University Press.
72. (EN)  On chains of topological spaces. (1938). Ann. Math. 39:383-96.
73. (EN)  On locally connected sets and retracts. (1938). Proc. Natl. Acad. Sci. U.S.A. 24:392-93.
74. (FR)  Sur les transformations des complexes en spheres (note complementaire). (1938). Fund. Math. 31:4-14.
75. (EN)  Singular and continuous complexes, chains and cycles. (1938). Rec. Math. (Mat. Sbornik) 3:271-85.
76. (EN)  On the mapping of abstract spaces on polytopes. (1939). Proc. Natl. Acad. Sci. U.S.A. 25:49-50.
77. (EN)  Abstract complexes. In Lectures in Topology; The University of Michigan Conference of 1940, pp. 1–28 (1941). Ann Arbor: University of Michigan Press.
78. (EN)  Algebraic Topology. (1942). Colloquium Publications, vol. 27. New York: American Mathematical Society.
79. (EN)  Topics in Topology. (1942). Annals of Mathematics Studies, no. 10. Princeton, N.J.: Princeton University Press. (A second printing, 1951.)
80. (EN)  Emile Picard (1856—1941): Obituary. (1942). American Philosophical Society Yearbook 1942, pp. 363–65.
81. (EN)  N. Kryloff and N. Bogoliuboff. Introduction of Nonlinear Mechanics. (1943). Annals of Mathematics Studies, no. 11. Translation by S. Lefschetz. Princeton, N.J.: Princeton University Press.
82. (EN)  Existence of periodic solutions for certain differential equations. (1943). Proc. Natl. Acad. Sci. U.S.A. 29:29-32.
83. (EN)  Lectures on Differential Equations. (1946). Annals of Mathematics Studies, no. 14. Princeton, N.J.: Princeton University Press.
84. (EN)  Introduction to Topology. (1949). Princeton Mathematical Series, no. 11. Princeton, N.J.: Princeton University Press.
85. (EN)  A. A. Andronow and C. E. Chaikin. Theory of Oscillations. (1949). English language edition ed. S. Lefschetz. Princeton, N.J.: Princeton University Press.
86. (EN)  Scientific research in the U.S.S.R.: Mathematics. (1949). Am. Acad. Polit. Soc. Sci. Ann. 263:139-40.
87. (EN)  Contributions to the Theory of Nonlinear Oscillations, (1950).  ed. S. Lefschetz. Annals of Mathematics Studies, no. 20. Princeton, N.J.: Princeton University Press.
88. (EN)  The structure of mathematics. (1950). Am. Sci. 38:105-11.
89. (EN)  Numerical calculations in nonlinear mechanics. In Problems for the Numerical Analysis of the Future, (1951). pp. 10–12. National Bureau of Standards, Applied Math. Series, no. 15. Washington, D.C.: U.S. Government Printing Office.
90. (EN)  Contributions to the Theory of Nonlinear Oscillations, vol. 2, (1952). ed. S. Lefschetz. Annals of Mathematics Studies, no. 29. Princeton, N.J.: Princeton University Press.
91. (EN)  Notes on differential equations. (1952). In Contributions to the Theory of Nonlinear Oscillations, vol. 2, pp. 67–73.
92. (EN)  Algebraic Geometry. (1953). Princeton Mathematical Series, no. 18. Princeton, N.J.: Princeton University Press.
93. (ES)  Algunos trabajos recientes sobre ecuaciones diferenciales. (1953). In Memoria de Congreso Cientifico Mexicana U.N.A.M., Mexico, vol. 1, pp. 122–23.
94. (ES)  Las grades corrientes en las matematicas del siglo XX. (1953). In Memoria de Congreso Cientifico Mexicana U.N.A.M., Mexico, vol. 1, pp. 206–11.
95. (EN)  Russian contributions to differential equations. (1954). In Proceedings of the Symposium on Nonlinear Circuit Analysis, New York, 1953, pp. 68–74. New York: Polytechnic Institute of Brooklyn.
96. (EN)  Complete families of periodic solutions of differential equations. (1954). Comment Math. Helv. 28:341-45.
97. (EN)  On Lienard's differential equation. (1954). In Wave Motion and Vibration Theory, pp. 149–53. American Mathematical Society Proceedings of Symposia in Applied Math., vol. 5. New York: McGraw-Hill.
98. (ES)  On a theorem of Bendixson. (1956). Bol. Soc. Mat. Mexicana 1:13-27.
99. (EN)  Topology, (1956). 2nd ed. New York: Chelsea Publishing Company. (Cf. 1930,1.)

## Riconoscimenti
Solomon Lefschetz ricevuto molte onorificenze.
- nel 1924 è stato insignito del Bôcher Memorial Prize[16]
- nel 1935-36 è stato presidente della American Mathematical Society .[17]
- nel 1954 si è tenuto a Princeton, un simposio in onore del settantesimo compleanno di Lefschetz.
- nel 1956 ha ricevuto il Premio Feltrinelli della Accademia Nazionale dei Lincei per la matematica, meccanica e applicazioni.[18]

 nel 1964 ha ricevuto l'Ordine dell'Aquila azteca (Order of the Aztec Eagle) del Messico.
- nel 1964 ha ricevuto la National Medal of Science[19].
- nel 1965 presso l'Università di Puerto Rico, è stata dedicata una conferenza internazionale sulle equazioni differenziali e sistemi dinamici.
- nel 1970 ha ricevuto il Steele Prize, per la pubblicazione A page of mathematical autobiography.[20]
- è stato conferita la laurea honoris causa dall'Università di Praga; Università di Parigi; l'Università del Messico; Università Brown, Università Clark e Università di Princeton.
- è stato membro della Philosophical American Society e membro straniero dell'Accademia delle Scienze di Parigi, della Royal Society di Londra, dell'Academia Real de Ciencias di Madrid e del Reale Istituto Lombardo di Milano.
- nel 1984 a Città del Messico, in occasione del centenario della nascita di Lefschetz, si è tenuto presso il Centro de Investigation del Instituto Politécnico Nacional (IPN), una conferenza internazionale su geometria algebrica, topologia algebrica ed equazioni differenziali (teoria geometrica).

## Cultura
Nel film A Beautiful Mind (2001) del regista statunitense Ron Howard, che narra, romanzandola, la vita di John Nash, Solomon Lefschetz è recitato dall'attore Judd Hirsch nella parte del professor Helinger.
Solomon Lefschetz è ricordato anche nella biografia su John Nash di Sylvia Nasar, edito in Italia col titolo Il genio dei numeri - Storia di John Forbes Nash Jr., matematico e folle, al capitolo 4°,  intitolato la scuola dei geni, Princeton, autunno 1948, della quale Lefschetz era direttore.
A Solomon Lefschetz è stato intitolato un asteroide 26909 Lefschetz.